# Convivência com o semiárido
Convivência com o semiárido denomina um paradigma institucional, socio-econômico e tecnológico de habitação do semiárido brasileiro norteado pelo fortalecimento da resiliência climática, pelo incremento da adequação tecnológica e econômica ao ecossistema regional, e pela promoção da restauração e conservação dos biomas afetados pelos padrões históricos de ocupação da região. Enquanto tal, se define como alternativa ao paradigma historicamente dominante do combate à seca, que serviu de enquadramento para o explicação dos problemas sociais do semiárido e orientou o projeto desenvolvimentista institucional implementado na região.